# Antonio de Pian
Antonio de Pian (Venezia, 1784 – Vienna, 10 aprile 1851) è stato un pittore e incisore austriaco di origine italiana.

## Biografia
De Pian era figlio dell'incisore Giovanni de Pian. Dopo le prime lezioni di arte dal padre, frequentò vari studi a Venezia per continuare la sua formazione. Anche l'influenza artistica del Canaletto provenne da questo periodo.
Arrivò a Vienna con suo padre e presto trovò lavoro presso la corte. Nel 1816, all'età di 32 anni, la direzione del teatro di corte lo nominò scenografo. Nel 1821 de Pian fu promosso pittore di scena: mantenne questa posizione fino alla fine della sua vita.
De Pian intraprese ripetutamente viaggi di studio in Italia, da cui trasse ispirazione per il suo lavoro artistico. Nel 1843 l'Accademia di Belle Arti di Vienna lo accettò come membro a pieno titolo.
Nella sua opera artistica successiva si nota anche l'influenza di Carlo Galli da Bibiena, che il suo allievo Hermann Josef Neefe riprende con tuttavia dei cambiamenti.
Antonio de Pian morì a Vienna nel 1851 all'età di 67 anni.
Nel gennaio 1956, a Vienna-Simmering (11-ima contrada) la Piangasse fu a lui intitolata.
Suo figlio era il pittore Giovanni Battista de Pian.

## Galleria d'immagini

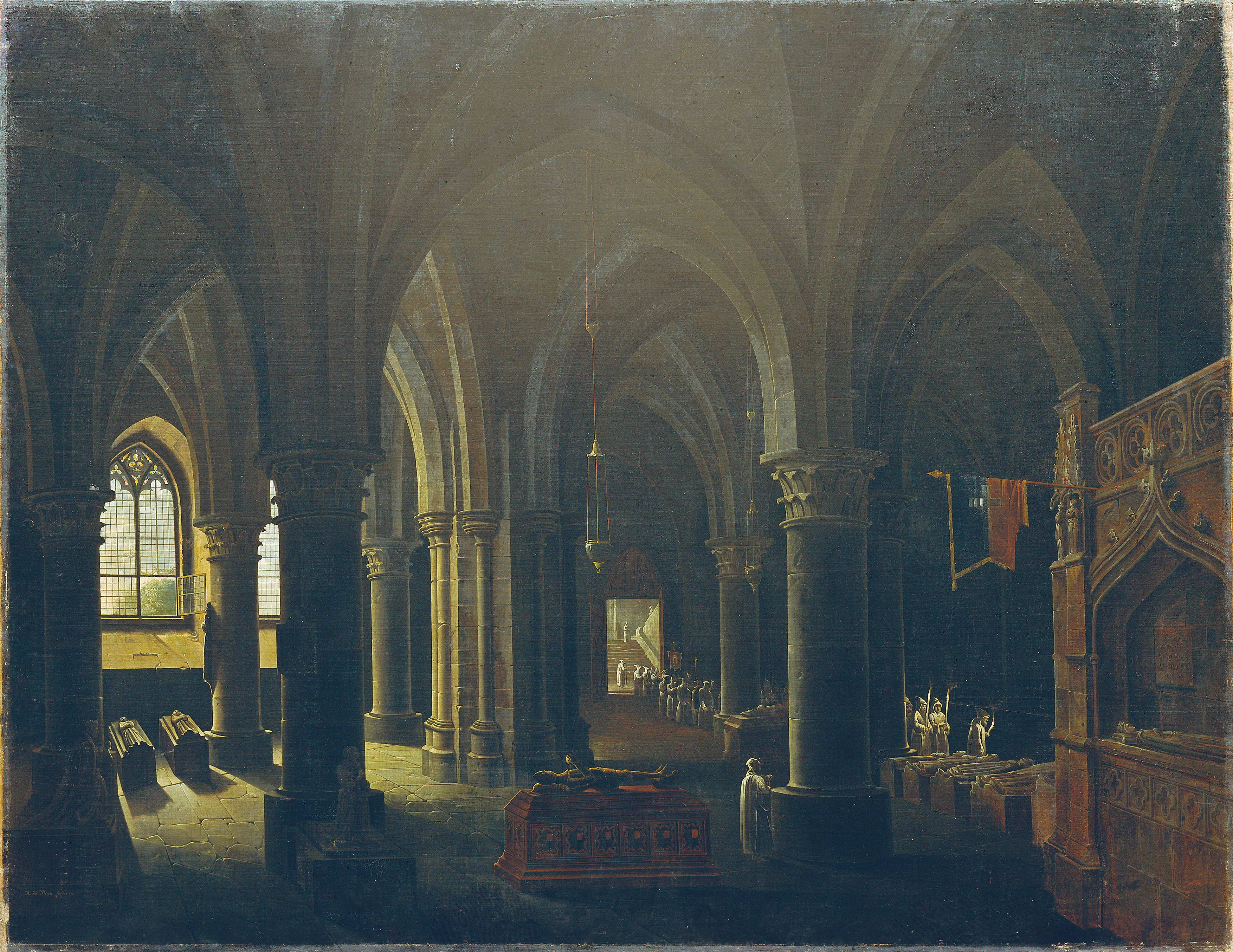
Gotisches Gruftgewölbe
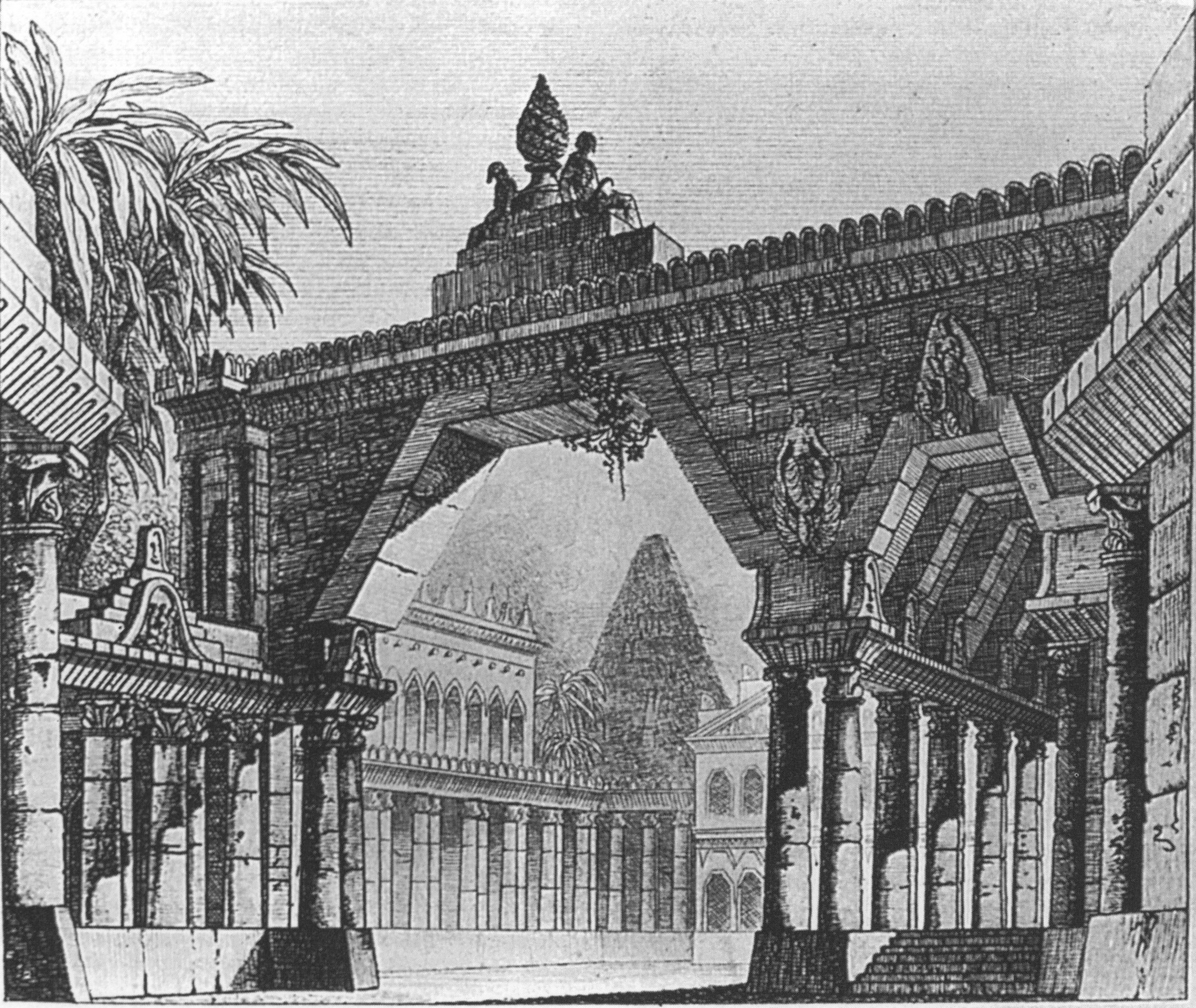
Rossini - Mosè in Egitto